# Jama bębenkowa
Jama bębenkowa (łac. cavum tympani) – przestrzeń powietrzna, część ucha środkowego ograniczona od strony zewnętrznej błoną bębenkową, a od strony wewnętrznej ścianą kostną ucha wewnętrznego. Jest wypełniona powietrzem i połączona z gardłem trąbką słuchową, zwaną też trąbką Eustachiusza.
Ściany jamy bębenkowej:
- boczna – tzw. błoniasta (paries membranaceus) – tworzy ją głównie błona bębenkowa; powyżej leży zachyłek nadbębenkowy (recessus epitympanicus);
- przyśrodkowa – tzw. kostna; błędnikowa (paries labyrinthicus) – tworzą ją: wzgórek, okienko ślimaka, okienko przedsionka, wyniosłość kanału nerwu twarzowego, wyniosłość kanału półkolistego bocznego;
- górna (pokrywkowa) – tworzy ją cienka kość oddzielająca jamę bębenkową od środkowego dołu czaszki;
- dolna (szyjno-żylna) – zwrócona do dołu żyły szyjnej;
- przednia (szyjno-tętnicza) – graniczy z kanałem tętnicy szyjnej wewnętrznej;
- tylna (sutkowa) – graniczy z wyrostkiem sutkowym i dołem tylnym czaszki.

Zawartość jamy bębenkowej:
1. Kosteczki słuchowe – młoteczek, kowadełko i strzemiączko wraz ze stawami (kowadełkowo-młoteczkowym i kowadełkowo-strzemiączkowym) i więzadłami.
2. Ścięgno mięśnia napinacza błony bębenkowej (tendo musculi tensoris tympani) i ścięgno mięśnia strzemiączkowego (tendo musculi stapedii).
3. Tętnice i żyły bębenkowe
  - tętnica bębenkowa górna od tętnicy oponowej środkowej
  - tętnica bębenkowa przednia od tętnicy szczękowej
  - tętnica bębenkowa dolna od tętnicy gardłowej wstępującej
  - tętnica bębenkowa tylna od tętnicy rylcowo-sutkowej
4. Gałąź szyjno-bębenkowa tętnicy szyjnej wewnętrznej
5. Splot bębenkowy i nerwy do niego dochodzące
6. Nerw skalisty mniejszy (od nerwu językowo-gardłowego IX )
7. Struna bębenkowa
8. Powietrze

Przeczytaj ostrzeżenie dotyczące informacji medycznych i pokrewnych zamieszczonych w Wikipedii.